# Crossidium apiculatum
Crossidium apiculatum är en bladmossart som beskrevs av Robert Earle Magill 1981 [1982. Crossidium apiculatum ingår i släktet Crossidium och familjen Pottiaceae. Inga underarter finns listade i Catalogue of Life.